# Mustafa Cahit Kıraç

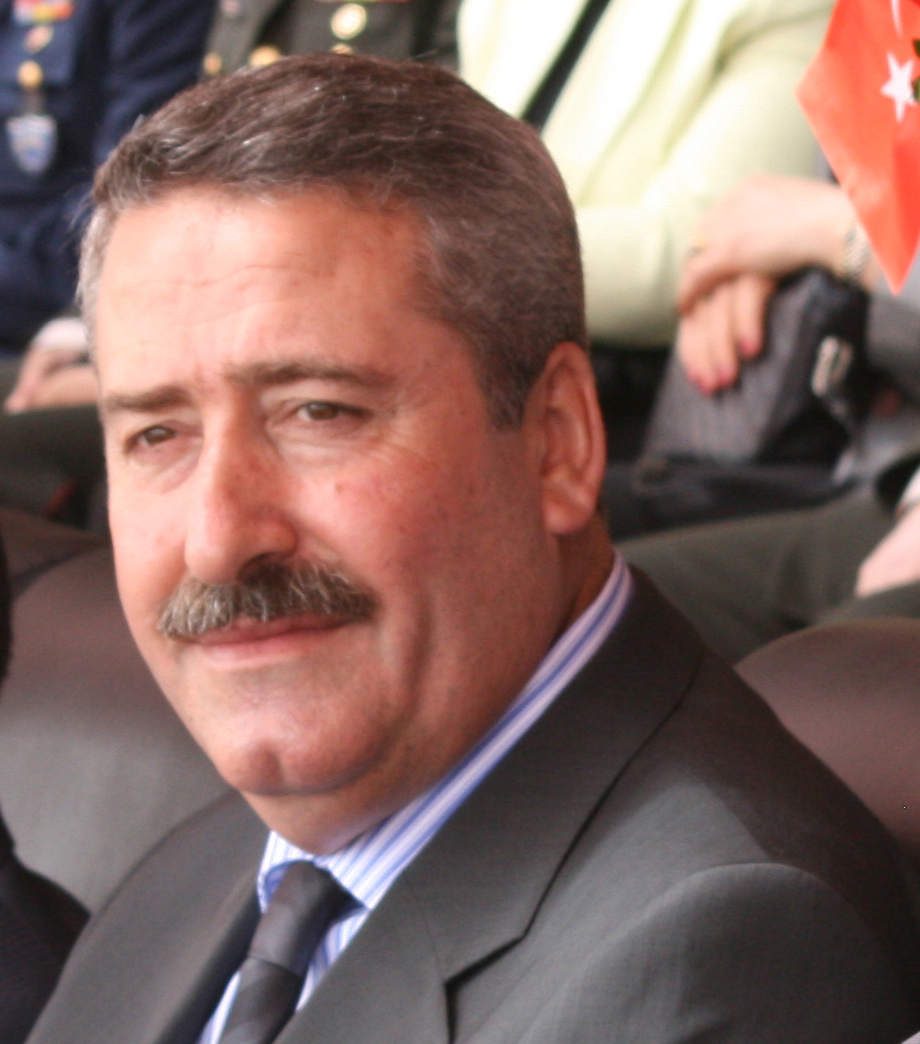
Mustafa Cahit Kıraç (2008)

Mustafa Cahit Kıraç (geboren 1. März 1956 in Elazığ) ist ein türkischer Verwaltungsbeamter.  Kıraç war der Gouverneur der Provinzen Şırnak, Aksaray, Sakarya, Adana, İzmir  und zuletzt der Provinz Diyarbakir.

## Leben
Mustafa Cahit Kıraç besuchte sowohl die Grundschule als auch das Gymnasium. 1979 schloss er ein Studium  an der Fakultät für Politikwissenschaften der Universität Ankara ab.
Cahit Kıraç begann seine Karriere im März 1980 als Kandidat für den Distrikt-Gouverneur von Elâzığ. Er war stellvertretender Bezirksgouverneur und Bürgermeister im Bezirk Diyadin in Ağrı und stellvertretender Bezirksgouverneur im Bezirk Tutak. Zwischen dem 1. März 1983 und dem 31. Oktober 1986 war er Gouverneur im Distrikt Hassa in Hatay. Zwischen dem 13. Januar 1986 und dem 12. September 1988 war er Gouverneur im Bezirk Kulp in Diyarbakır. Zwischen dem 15. September 1988 und dem 23. Mai 1992 war er stellvertretender Gouverneur von Erzurum. Während dieser Zeit wurde er vom Innenministerium für ein Jahr zum Sprachunterricht nach England geschickt. Vom 25. Mai 1992 bis 12. März 1993 war er Leiter der Abteilung für Verwaltungs- und Finanzangelegenheiten im Innenministerium.
Cahit Kıraç war vom 16. März 1993 bis 27. Juni 1994 der erste Gouverneur der Provinz Şırnak und mit 37 Jahren jüngster Gouverneur der Türkei. Vom 8. Juli 1994 bis 8. Dezember 1997 war er Gouverneur der Provinz Aksaray. In dieser Zeit wurde der Grundstein für die organisierte Industriezone von Aksaray gelegt. Er war Pionier bei der Eröffnung der Berufsschule der Konya-Selçuk-Universität, die später zur Aksaray-Universität, dem Sportcampus und dem Sportcamp-Trainingszentrum im Bezirk Dağılgan wurde. Zwischen dem 11. November 1997 und dem 29. September 1999 war er Zentralgouverneur. Während dieser Zeit absolvierte er 1998 erfolgreich die Nationale Sicherheitsakademie als Absolvent der 44. Amtszeit.
Im Jahr 1999 wurde er zum Gouverneur von Sakarya ernannt und war vom 30. September 1999 bis zum 13. September 2004 Gouverneur von Sakarya. Während dieser Amtsperiode wurden im Stadtzentrum von Sakarya wichtige Infrastruktur- und Überbauarbeiten durchgeführt, die durch das Marmara-Erdbeben schwer beschädigt worden waren. Kıraç initiierte die Verlegung des Stadtzentrums in die Dörfer Camili und Karaman im Norden, die einen erdbebensichereren Boden haben. In diesem Projekt wurde der Bebauungsplan im Voraus erstellt und die neue Stadt gemäß diesem Plan erstellt, um ungeplante Bauarbeiten zu verhindern. Der Boulevard zwischen den Stadtteilen Camili und Karaman und ein Park im Bezirk Ferizli sind nach Cahit Kıraç benannt. Nachdem er Gouverneur von Sakarya war, wurde er zum Gouverneur von Adana ernannt und bekleidete dieses Amt vom 19. September 2004 bis zum 15. März 2007.
Mit dem Dekret Nr. 2007/11773 vom 5. März 2007 wurde Kıraç zum Gouverneur von İzmir ernannt. Er wurde von den Lesern des Magazins Time 2009 und 2013 als Gouverneur des Jahres ausgezeichnet. Cahit Kıraç wurde im Mai 2013 zum Gouverneur von Diyarbakır ernannt. Während der Amtszeit von Cahit Kıraç in Diyarbakır wurden wichtige Antidrogenoperationen durchgeführt. Viele Drogenlieferanten wurden verhaftet und große Mengen von Drogen beschlagnahmt.
Kıraç wurde mit dem gemeinsamen Dekret Nr. 6780 vom 15. September 2014 zum Zentralgouverneur ernannt, wobei er bei Erhalt von Rang und Gehalt kein aktives Amt ausübt.